# 대한민국 상법 제523조의2
대한민국 상법 제523의조2는 합병대가가 모회사주식인 경우의 특칙에 대한 상법 회사법의 조문이다.

## 조문
제523조의2(합병대가가 모회사주식인 경우의 특칙) 제342조의2에도 불구하고 제523조제4호에 따라 소멸하는 회사의 주주에게 제공하는 재산이 존속하는 회사의 모회사주식을 포함하는 경우에는 존속하는 회사는 그 지급을 위하여 모회사주식을 취득할 수 있다.